# Lirularia optabilis
Lirularia optabilis är en snäckart som först beskrevs av Carpenter 1864.  Lirularia optabilis ingår i släktet Lirularia och familjen pärlemorsnäckor. Inga underarter finns listade i Catalogue of Life.